# Idaea decidua
Idaea decidua là một loài bướm đêm trong họ Geometridae.